# Acacia hamersleyensis
Acacia hamersleyensis — вид квіткових рослин з родини бобових. Ареал: Австралія (Західна Австралія).

## Середовище
Зазвичай росте вздовж хребтів і на вищих схилах хребтів, у скелястих балках і на осипах, а іноді в струмках, що стікають з хребтів. Зроста на багатих залізом скелетних ґрунтах над залізняковими породами.

## Біоморфологічна характеристика
Це розлоге дерево або кущ; зазвичай досягає висоти від 1,5 до 5 метрів. Старі екземпляри можуть виглядати відкритими й вузлуватими. Кора від темно-коричневого до сірого або чорного кольору може бути гладкою на вищих гілках, але поздовжньо потрісканою та волокнистою на головних стеблах, особливо до основи. Голі гілочки мають жовтуватий або світло-коричневий колір, іноді з блідим порошкоподібним нальотом, який на кінцях має більш оранжевий колір. Голі вузькоеліптичні філодії злегка асиметричні, мають довжину від 8 до 14 см і ширину від 7 до 17 мм, прямі або злегка серпуваті з багатьма паралельними поздовжніми жилками. Цвіте з липня по вересень, утворюючи жовті квітки. Світло-коричневі злегка хвилясті стручки, які утворюються після цвітіння, мають вузьку довгасту форму, довжину від 2,5 до 8,5 см і ширину від 5 до 8 мм, прямі або нерівномірно неглибоко вигнуті з сріблястими або світло-золотистими волосками. Злегка блискуче сіро-коричневе насіння розташоване похило в стручках. Насіння має форму від облоїдної до еліпсоїдної, довжину від 4 до 4,5 мм і ширину від 2,5 до 3 мм.